# Помор'я (Росія)

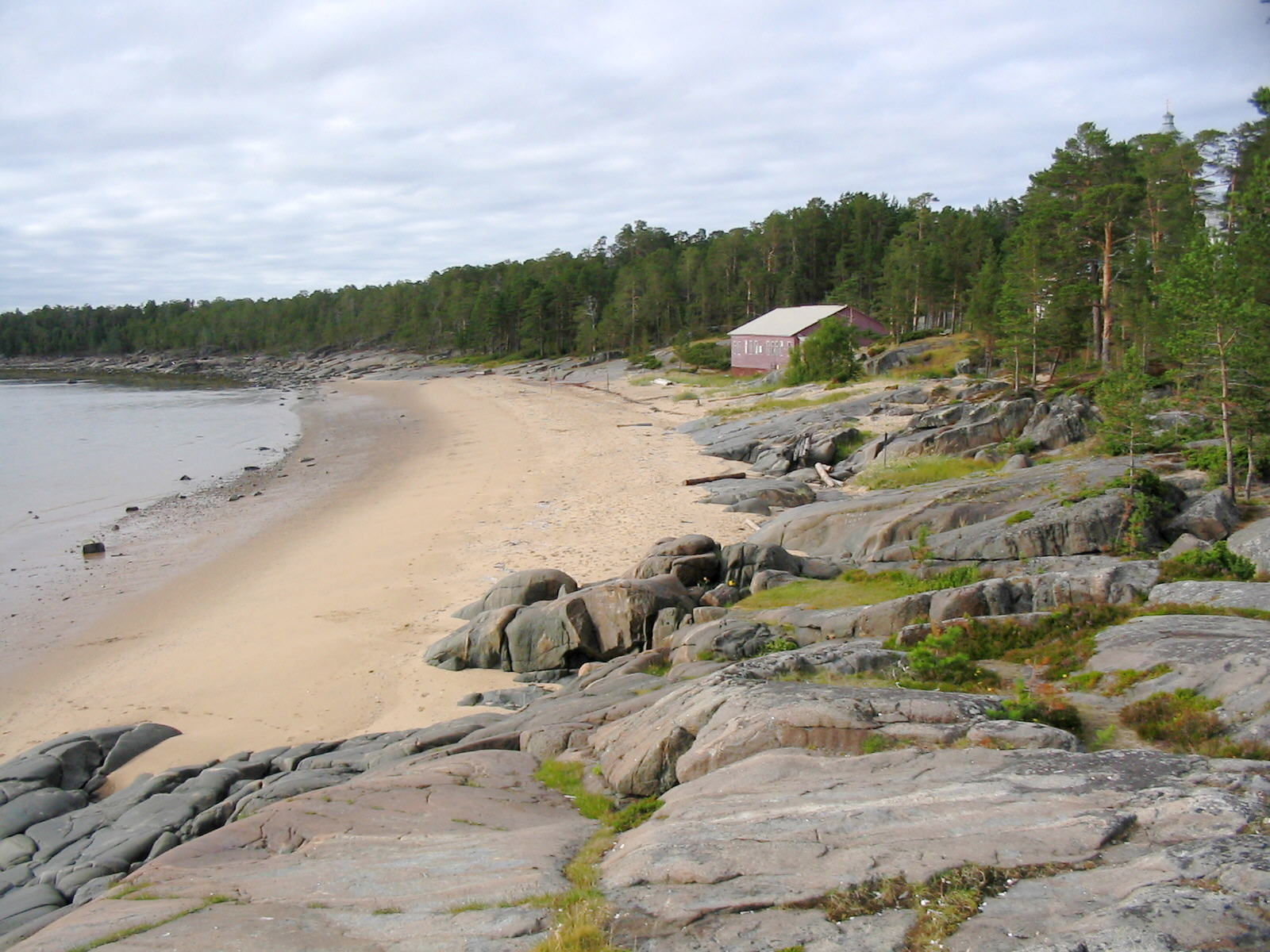
Краєвид на Кий-острові в Білому морі

Помо́р'я, арх. «Голуба́ Русь» (рос. Поморье, Голубая Русь) — історична назва обширної території на півночі Європейської Росії. Термін вживається в двох значеннях. У найвужчому сенсі Помор'я (Поморський берег) — південний берег Білого моря від Онеги до Кемі. Більш широко Помор'я розуміється як все біломорське узбережжя з прилеглими районами і річками.

## Походження
Етимологія назви точно не встановлена. «Поморцями», а потім і «поморами» з XVI століття йменовали населення прибережної частини Західного Біломор'я і волостей, записаних за Соловецьким монастирем до розколу у Російській православній церкві. У Архангелогородській губернії у XVIII столітті і в Архангельській губернії у XIX столітті місцеве населення йменувало «Помор'ям» виключно Поморський берег Білого моря, включаючи колишні волості Соловецького монастиря в Західному Біломор'ї.
Однак у концепції «Великого Помор'я» В. М. Булатова термін «Помор'я» вживається як історична назва обширної території на півночі Європейської Росії — вся Російська Північ від Карелії до Північного Уралу.
На думку етнографа Т. О. Бернштам, яка у 60-ті роки XX ст. дослідила частину Біломорського узбережжя, «поширену серед істориків, етнографів і фольклористів думку про те, що головним доказом внутрішньої єдності поморів служить їхнє майже виключно новгородське походження, не можна вважати обґрунтованою… …поряд з давно установленим фактом переважання слов'янського (російського) компоненту у формуванні російського населення і культури Півночі і поморів, хотілося б відзначити важливу роль, яку зіграло у цих процесах включення у склад і культуру північноросійського населення у цілому і поморського зокрема, місцевих іншомовних жителів, їхніх виробничих навичок і елементів культурних традицій. Також хотілося б підкреслити, до і після складення поморів як особливої групи російського населення мала місце визначена тенденція до „мирного співіснування“ домінуючого російського населення з іноплеменними сусідами (племенами „чуді заволоцької“, карелами, саамами, ненцями, комі) — тенденція, яка зумовила широкий обмін виробничими навичками, господарську співпрацю і кооперацію, культурний взаємовплив. На цій широкій основі і походить у XIV—початку XVIII ст. формування поморів». Таким чином, термін «Помор'я» відбиває не тільки географічну територію, але й внутрішню культурну єдність його жителів, яка розвивається незалежно від територіального ділення та інших штучних чинників.

## Історія
З початку XII століття землі при Білому морі були володіннями Новгородской республіки. За версією В. М. Булатова, ці землі і є власно Помор'ям, що називається ще й Заволоччям (між верхів'ями річок басейнів Балтійського і Білого морів лежить вододіл, яким човни перетягали волоком). Булатов припускає, що освоєнню Помор'я могло надати імпульс нашестя Батия і розорення Південної Русі. Поступова акультурація Помор'я призвела до асиміляції місцевого фіно-угорського населення, внаслідок чого на європейській Півночі утворилась своєрідна етнорелігійна група російського народу — помори.
З початку XVII століття в епоху Смути термін «поморские города» (Вятка, Тотьма, Перм і Великий Устюг) застосовувався у документах московських приказів як назва цілого регіону. Але у новгородских джерелах термін «Помор'я» вживався виключно щодо Західного Біломор'я — волостей Соловецького монастиря, хоча також висловлюється думка, що поморськими волостями називалися не тільки західні, але й східні райони Білого моря.
Відповідаючи на критику, прибічники концепції Булатова висловлюють думку, що в період існування Новгородської республіки поморами називали жителів західного узбережжя Білого моря, але з приходом Московської держави поморами стали йменувати все населення чудських районів Заволоччя (онежани, мезенці, двіняни, важани та ін.). Це обставина підтверджується багатьма історичними джерелами XVII століття, де «поморскими городами» (тобто містами, що входили до складу Помор'я) називаються міста Вятка, Тотьма, Перм і Великий Устюг. Окрім того, термін «поморские города» використовувався у московському приказному діловодстві для визначення північних міст Московської держави, що входили до складу Помор'я.
Згідно з концепцією В. М. Булатова, з початку XVI ст. Помор'я, за чотири століття значно збільшившись за територією, входить у склад Московської держави. У цю пору Помор'я приблизно становило близько 60 % всієї території Російської держави, а ближче до середині XVI віку — близько половини. У другій половині XVII століття у 22 повітах «Великого Помор'я» проживало до 1 млн людей, у цій частини Росії ніколи не було кріпацького права, а основну масу населення становили вільні «чорносошні селяни»). На думку Булатова, Помор'я грало визначальну роль в економічному житті держави, особливо в зовнішній торгівлі. Тези В. М. Булатова у 2011—2015 роках на сайті ІА «Регнум» були піддані різкій критиці випускником Архангельського педагогічного університету, істориком за освітою Дмитром Семушиним, однак не отримали підтримки в академічній історичній спільноті.
Популярний виклад поглядів В. М. Булатова міститься у брошурі, виданій у 2004 році.

### Помор'я в розумінні Татищева
Російський історик XVIII століття В. М. Татищев, вживши у своїй «Історії Російській» (написаній у 1739—1750 гг.) термін «Помор'я» у різних місцях з різним смислом, мимоволі поклав початок його вільному трактуванню, яке триває досі і включає такі визначення:
- Територія біломорського узбережжя від Онеги до Кемі;
- Територія всього біломорського узбережжя;
- Територія всієї Російської Півночі. Спочатку це словосполучення ніде в історичних документах не зустрічалося (історик-аматор і архангельський краєзнавець І. М. Ульянов припускає, что поняття «Російська Північ», що включає в себе Архангельську, Вологодську й Олонецьку губернії, є сконструйованим. Його ніби впровадив у вжиток архангельський губернатор О. П. Енгельгардт наприкінці XIX століття)[7][8]

В. М. Татищев у своїй «Історії Російській» дає таке визначення: «Обсчее имя Поморие, а по уездам: Архангельской, Колмоград, Вага, Тотьма, Вологда, Каргополь, Чаронда и Олонец»… «Есть северная часть России, в которой все по берегу Белого моря и Северного моря от границы Карелии с финнами на восток до гор Великого пояса или Урала заключается. К югу же издревле русские поначалу часть по части овладевали и к Руси приобсчали. Ныне же все оное и есче с немалою прибавкой под властью Поморской губернии состоит» («Загальне ім'я Помор'я, а по повітах: Архангельський, Колмоград, Вага, Тотьма, Вологда, Каргополь, Чаронда й Олонець»… «Є північна частина Росії, в якій все по березі Білого моря і Північного моря від кордону Карелії з фінами на схід до гір Великого пояса чи Уралу перебуває. На південь же споконвіку росіяни спочатку частину до частини опановували і до Русі долучали. Нині ж все те і ще з немалою прибавкою під владою Поморської губернії перебуває»).
У розширювальному сенсі В. М. Татищев вжив термін «Помор'я» і «Поморська губернія» в такому контексті:
|  | ПОМОР'Я Це північна частина Росії, в якій все по березі Білого моря і Північного моря від кордону Карелії з фінами на схід до гір Великого пояса чи Уралу перебуває. На південь же споконвіку росіяни спочатку частину до частини опановували і до Русі долучали, через що неможливо межі провести. Нині ж все те і ще з немалою прибавкою під владою Поморської губернії перебуває. Князювання в давніх народів і володарі чи були, точно сказати не можна. Однак же в югрів по сій історії, а в пермів у житії Стефана Пермського князі згадані. Народи в сій частині: Єм коло Ладозького й Онезького озер до Білого моря. Лопі, до Північного моря. Двіняни, по річці Двіні. Югри, чи югдори, по річці Юг і вище по Сухоні жили. Зиряни по Вичегді, де нині Сіль Вичегодська. Перми, вище Сухони і за Каму на великому просторі... Оригінальний текст (рос.) [ ПОМОРЬЕ Это северная часть России, в которой все по берегу Белого и Северного моря, от границы Корелии с финнами на восток до гор Великого Пояса, или Урала, заключается. К югу же издревле русские помалу, часть по части, захватывали и к Руси приобщали, из-за того невозможно границы положить. Ныне все оное и ещё с немалою прибавкою под управлением Поморской губернии состоит. Княжения у древних народов или владетели были ли, точно сказать нельзя. Однако ж у югров по сей истории, а у пермов в житии Стефана Пермского князи упомянуты. Народы в сей части: Емь около Ладожского и Онежского озёр до Белого моря. Лопи, к Северному морю. Двиняне, по реке Двине. Югры, или югдоры, по реке Югу и выше по Сухоне жиля. Зыряне по Вычогде, где ныне Соль Вычегоцкая. Пермы, выше Сухоны и за Каму на великом пространстве ] Помилка: [undefined] Помилка: {{Lang}}: немає тексту (допомога): текст вже має курсивний шрифт (допомога) |

Потрібно зазначити, висновки В. М. Татищева про місцерозташування і розміри «Поморії» засновані на роботі з доступними йому письмовими джерелами і документами Розряду — центрального московського військового відомства, а не на фактичному обстеженні місцевості. При цим слід мати на увазі, що В. М. Татищев створював історію і географію про всю Росію і для всієї Росії. В окремих випадках він створював власну термінологію, іноді не зовсім вдало. Наприклад, в історичних працях В. М. Татищева «Білою Руссю» йменувалася Ростово-Суздальська земля. Термін В. М. Татищева у даному випадку у російській історіографії не узвичаївся. Але у випадку з Помор'ям, інтерпретація В. М. Татищева отримала широке розповсюдження.

### Важливість перехрестного використання джерел
Роботу з історичними документами завжди корисно зіставляти з іншими джерелами, наприклад — етнографічними. Етнографічні експедиції Т. О. Бернштам у 60-ті роки XX століття показали, що жителі сіл гирла Північної Двіни не називали себе поморами: «Ніколи і розмови нема» (рос. «Никогда и разговору нет»). Вони вважали поморами населення Літнього берега. І ще: «З Кандалакші на Мурман не ходили. Ті може себе теж поморами звуть, а для нас це не помори» («С Кандалакши на Мурман не ходили. Те может себя тоже поморами зовут, а для нас это не поморы»); Але зустрічалися і заяви: «З Літнього берега не помори, вони картоплю сіяли, хліборобством займалися». Жителі кандалакшинського берега стверджували: «Ми губ'яни, не помори. Помори — ті по морю живуть, а ми в губі живемо, і тому в Архангельську нас називають губ'янами» («Мы губяне, не поморы. поморы — те по морю живут, а мы в губе живем, и поэтому в Архангельске нас называют губянами»). Жителів Терського берега кандалакшане називали «терчанами», «роканами», «карелою» і «пеккою». Найсильніше за все самосвідомість «помор» виявилася вираженою в населення Поморського берега. Справжніми поморами воно вважало тільки себе, міцно пов'язуючи цю назву з мурманськими трісковими промислами, а слово «поморський» додавали до багатьох проявів свого життя і побуту: «поморский харч», «поморская справа», «поморский обычай», «поморские гости» тощо. Ще одним важливим джерелом для перекрёстного сопоставления, поряд з історичними й етнографическими джерелами, слід вважати офіційні дані переписів населення, за якими велика частина носіїв поморської ідентичності сьогодні проживає на території Архангельської області, а не на західному березі Білого моря.
На сьогодні, з врахуванням даних переписів населення, доцільно вважати поморами населення, що має поморську ідентичність, а уявлення про поморів, взяті з деяких історичних джерел минулих століть — застарілими.